# Division d'Honneur 1929-30
La Primera División de Bélgica 1929/30 fue la 30.ª temporada de la máxima competición futbolística en Bélgica.

## Tabla de posiciones
| Pos | Equipo                      | PJ | PG | PE | PP | GF | GC | Pts | DG  | Notas                    |
| --- | --------------------------- | -- | -- | -- | -- | -- | -- | --- | --- | ------------------------ |
| 1   | RCS Brugeois                | 26 | 16 | 5  | 5  | 52 | 32 | 37  | +20 |                          |
| 2   | Royal Antwerp FC            | 26 | 16 | 4  | 6  | 68 | 42 | 36  | +26 |                          |
| 3   | RC Malines                  | 26 | 14 | 3  | 9  | 49 | 39 | 31  | +10 |                          |
| 4   | Beerschot                   | 26 | 13 | 4  | 9  | 53 | 42 | 30  | +11 |                          |
| 5   | SC Anderlechtois            | 26 | 13 | 2  | 11 | 52 | 44 | 28  | +8  |                          |
| 6   | RFC Brugeois                | 26 | 10 | 7  | 9  | 51 | 47 | 27  | +4  |                          |
| 7   | Daring Club de Bruxelles    | 26 | 11 | 5  | 10 | 59 | 55 | 27  | +4  |                          |
| 8   | Royale Union Saint-Gilloise | 26 | 10 | 6  | 10 | 64 | 65 | 26  | -1  |                          |
| 9   | Liersche SK                 | 26 | 11 | 3  | 12 | 53 | 59 | 25  | -6  |                          |
| 10  | Standard Liège              | 26 | 10 | 4  | 12 | 54 | 59 | 24  | -5  |                          |
| 11  | RFC Malinois                | 26 | 9  | 3  | 14 | 55 | 56 | 21  | -1  |                          |
| 12  | K Berchem Sport             | 26 | 10 | 1  | 15 | 39 | 50 | 21  | -11 |                          |
| 13  | Racing Club de Bruxelles    | 26 | 7  | 4  | 15 | 33 | 63 | 18  | -30 | Descenso a la Division I |
| 14  | RC de Gand                  | 26 | 4  | 5  | 17 | 34 | 63 | 13  | -29 | Descenso a la Division I |

PJ = Partidos jugados; PG = Partidos ganados; PE = Partidos empatados; PP = Partidos perdidos; GF = Goles a favor; GC = Goles en contra; Pts = Puntos; DG = Diferencia de goles